# Großer Preis von Korea 2013
Der Große Preis von Korea 2013 (offiziell 2013 Formula 1 Korean Grand Prix) fand am 6. Oktober auf dem Korean International Circuit in Yeongam statt und war das 14. Rennen der Formel-1-Weltmeisterschaft 2013.

## Berichte

### Hintergrund
Nach dem Großen Preis von Singapur führte Sebastian Vettel in der Fahrerwertung mit 60 Punkten vor Fernando Alonso und mit 96 Punkten vor Lewis Hamilton. In der Konstrukteurswertung führte Red Bull-Renault mit 103 Punkten vor Ferrari und mit 110 Punkten vor Mercedes.
Im Vergleich zum Vorjahr gab es ein paar Veränderungen an der Strecke. Die Boxenausfahrt wurde modifiziert und führte nun durch die Auslaufzone der ersten Kurve. Die Grünstreifen zwischen Strecke und Auslaufzone wurden überall asphaltiert. Zudem wurden die Randsteine und der Kunstrasen an einigen Stellen modifiziert. Da die Boxenausfahrt über einige Bodenwellen verfügt, wurde sie bereits zu Beginn des ersten Trainings von den Fahrern kritisiert.
Beim Großen Preis von Korea stellte Pirelli den Fahrern die Reifenmischungen P Zero Medium (weiß) und P Zero Supersoft (rot) sowie für Nässe Cinturato Intermediates (grün) und Cinturato Full-Wets (blau) zur Verfügung.
Mit Vettel (zweimal) und Alonso (einmal) traten alle ehemaligen Sieger zu diesem Grand Prix an.
Als Rennkommissare fungierten Silvia Bellot (ESP), Garry Connelly (AUS), Emanuele Pirro (ITA) und Sung Kuk Jang (KOR).
Dies war der bislang letzte Große Preis von Korea. Das Rennen stand im vorläufigen Kalender für 2014 und war für den 25. bis 27. April geplant, aber die Regierung von Jeolla kürzte die Finanzierung der Rennstrecke. Ein weiterer Grund war die sehr geringe Zuschauerzahl, da die Strecke etwa 400 km von Seoul, der Hauptstadt Südkoreas, entfernt lag.

### Training
Hamilton erzielte im ersten freien Training die Bestzeit vor den Red Bull von Vettel und Mark Webber. James Calado übernahm in diesem Training den Force India von Paul di Resta, Rodolfo González den Marussia von Jules Bianchi. Während die ersten drei Piloten eine Zeit unter 100 Sekunden setzten, blieb González außerhalb der 107-Prozent-Zeit. Mehrere Fahrer fielen mit Ausrutschern und Drehern auf. Bis auf bei González, der dabei seinen Frontflügel verlor und Kimi Räikkönen, der zum Ende des Trainings in die Boxenmauer rutschte, verliefen sie ohne Beschädigungen. Die Fahrer verwendeten ausschließlich die Reifenmischung Medium.
Im zweiten freien Training blieb Hamilton an der Spitze vor Vettel und seinem Teamkollegen Nico Rosberg. Hamilton war zudem der schnellste Pilot mit vollgetanktem Fahrzeug. Im zweiten freien Training wurden beide Reifenmischungen verwendet. Im ersten freien Training wurde ein Unterschied von einer Sekunde pro Runde zwischen den Reifenmischungen deutlich. Die Haltbarkeit der Supersoft-Mischung wurde anhand des Trainings auf zehn bis zwölf Runden geschätzt.
Im dritten freien Training erzielte Vettel die Bestzeit vor seinem Teamkollegen Webber. Rosberg wurde Dritter. Hamilton kam nach den schnellsten Runden in den ersten Trainingssitzungen auf den vierten Platz. Zum Trainingsbeginn hatte er Schaltprobleme und Vibrationen. Das Fahrverhalten seines Fahrzeugs besserte sich durch den Wechsel der Bremsbelege.

### Qualifying
Im ersten Abschnitt des Qualifyings war Räikkönen der schnellste Pilot. Die Marussia-, Caterham- und Williams-Piloten schieden aus.
Im zweiten Segment erzielte Vettel die Bestzeit. Die Toro Rosso-, Force India- und McLaren-Piloten schieden aus.
Im finalen Abschnitt behielt Vettel die Führung und erzielte die Pole-Position vor Hamilton und Webber. Wegen drei Verwarnungen aus den vorherigen Rennen wurde Webber um zehn Positionen nach hinten versetzt.
Es war die 208. Pole-Position vom Motorenhersteller Renault. Damit zog Renault in der ewigen Bestenliste mit Ferrari gleich auf die erste Position.

### Rennen
Beim Start erwischte Vettel einen guten Start von der Pole-Position, ebenso wie Hamilton, der neben ihm startete, während dahinter Rosberg und Romain Grosjean die Ferrari von Alonso und Felipe Massa überholten. Die beiden nutzten die Vorteile der KERS aus. Beim Überholvorgang von Rosberg gegen Massa machte der Brasilianer beim Bremsen in der dritten Kurve einen Fehler und drehte sich, wodurch er riskierte, den anderen Ferrari von Alonso in Mitleidenschaft zu ziehen. Alonso musste ausweichen und wurde nach Rosberg auch von Nico Hülkenberg überholt, so dass er sich auf dem sechsten Platz wiederfand. Massa beendete die erste Runde als 21.
Während Vettel sich vorne absetzte, entbrannten hinter ihm diverse Zweikämpfe: Besonders hervorzuheben ist Räikkönen, der in der vierten Runde Daniel Ricciardo und in der neunten Runde Alonso überholte und damit den sechsten Platz belegte. Der Spanier kam sofort zum ersten Boxenstopp an die Box an und tauschte die Supersoft-Reifen gegen Medium-Reifen aus. Auch Hamilton kam anschließend und wechselte auch von Supersoft auf Medium. Daraufhin folgten Grosjean, Rosberg und Hülkenberg, die ebenfalls zum Reifenwechsel an die Box gingen. Vettel und Räikkönen warteten stattdessen bis zur elften Runde: Der Finne verlor etwas Zeit und fand sich hinter Alonso und Webber wieder.
Ricciardo, der noch nicht angehalten hatte, lag auf dem vierten Platz und schien dies zunächst ausnutzen zu können, doch in der 17. Runde bekam er Probleme mit den Reifen. Rosberg überholte ihn in der nächsten Runde und der Australier beschloss dann doch die Box aufzusuchen. In der Zwischenzeit entbrannte ein Kampf um den fünften Platz zwischen Hülkenberg, Alonso, Räikkönen und Webber, die vorerst in dieser Reihenfolge blieben. In Runde 25 ging Grosjean zum zweiten Mal an die Box und machte den Weg für Webber hinter ihm frei, der kurz darauf Alonso überholte. Hamilton zahlte für den Reifenverschleiß und begann, im Vergleich zu den Führenden und seinem herannahenden Teamkollegen Rosberg drei Sekunden pro Runde zu verlieren. In Runde 28 ging Alonso zum Reifenwechsel und in derselben Runde musste auch Rosberg an die Box, der beim Überholen von Hamilton einen Defekt an der Nase seines Mercedes erlitt. Räikkönen wartete noch mit dem Reifenwechsel und kletterte dadurch zurück auf das einen Podiumsplatz. In Runde 31 erlitt Sergio Pérez einen Reifenschaden, nachdem er gerade vom Finnen überholt worden war. Aufgrund der Trümmer kam das Safety-Car auf die Strecke. Webber erlitt aufgrund von Trümmern einen Reifenschaden und musste erneut die Reifen wechseln. Da ihm jedoch die mittleren Reifensätze ausgegangen sind, musste er unbedingt die superweichen Reifen montieren. Die Reihenfolge war nun: Vettel vor Grosjean, Räikkönen, Hamilton, Hülkenberg, Alonso, Button und Rosberg.
Fünf Runden vor Schluss, unmittelbar nachdem das Safety-Car an die Box zurückgekehrt war, drehte sich Adrian Sutil und traf den Red Bull von Webber frontal, wodurch er aufgeben musste. Das Auto fing so viel Feuer, dass ein Feuerwehrfahrzeug auf die Strecke musste und die Rennleitung dazu zwang, das Safety-Car zurück auf die Strecke zu schicken. In der Zwischenzeit sollten die Überholvorgänge von Räikkönen gegen Grosjean und Hülkenberg gegen Hamilton aufgezeichnet werden.
Bei Restart war Vettel vor den beiden Lotus, gefolgt von Hülkenberg, Hamilton und Alonso. In dieser Konstellation ging das Rennen auch zu ende. Der amtierende Weltmeister Vettel hatte anschließend rechnerisch beim nächsten Grand Prix die Chance, den Titel zu verteidigen. Weltmeisterschaftspunkte erzielten auch Rosberg als Siebter, Button als Achter, Massa als Neunter und Pérez als Zehnter. In der Konstrukteurswertung baut Red Bull Racing seine Führung aus, während Lotus und Mercedes knapp hinter Ferrari den zweiten Platz auf dem Podium erobern. Hülkenberg verpasste zum zweiten Mal das Podium knapp, nachdem er bereits den Großen Preis von Belgien 2012 auf dem vierten Platz beendete.
Vettel startete von der Pole-Position, führte das Rennen durchgängig an und fuhr die schnellste Rennrunde. Damit gelang ihm erneut ein Grand Slam. Vettel erzielte somit zwei Grand Slams in zwei aufeinanderfolgenden Rennen, dies gelang zuvor nur Alberto Ascari 1952 und Jim Clark 1963.

## Meldeliste
| Team                          | Nr. | Fahrer              | Chassis           | Motor                | Reifen |
| ----------------------------- | --- | ------------------- | ----------------- | -------------------- | ------ |
| Infiniti Red Bull Racing      | 01  | Sebastian Vettel    | Red Bull RB9      | Renault 2.4 V8       | P      |
| Infiniti Red Bull Racing      | 02  | Mark Webber         | Red Bull RB9      | Renault 2.4 V8       | P      |
| Scuderia Ferrari              | 03  | Fernando Alonso     | Ferrari F138      | Ferrari 2.4 V8       | P      |
| Scuderia Ferrari              | 04  | Felipe Massa        | Ferrari F138      | Ferrari 2.4 V8       | P      |
| Vodafone McLaren Mercedes     | 05  | Jenson Button       | McLaren MP4-28    | Mercedes-Benz 2.4 V8 | P      |
| Vodafone McLaren Mercedes     | 06  | Sergio Pérez        | McLaren MP4-28    | Mercedes-Benz 2.4 V8 | P      |
| Lotus F1 Team                 | 07  | Kimi Räikkönen      | Lotus E21         | Renault 2.4 V8       | P      |
| Lotus F1 Team                 | 08  | Romain Grosjean     | Lotus E21         | Renault 2.4 V8       | P      |
| Mercedes AMG Petronas F1 Team | 09  | Nico Rosberg        | Mercedes F1 W04   | Mercedes-Benz 2.4 V8 | P      |
| Mercedes AMG Petronas F1 Team | 10  | Lewis Hamilton      | Mercedes F1 W04   | Mercedes-Benz 2.4 V8 | P      |
| Sauber F1 Team                | 11  | Nico Hülkenberg     | Sauber C32        | Ferrari 2.4 V8       | P      |
| Sauber F1 Team                | 12  | Esteban Gutiérrez   | Sauber C32        | Ferrari 2.4 V8       | P      |
| Sahara Force India F1 Team    | 14  | James Calado        | Force India VJM06 | Mercedes-Benz 2.4 V8 | P      |
| Sahara Force India F1 Team    | 14  | Paul di Resta       | Force India VJM06 | Mercedes-Benz 2.4 V8 | P      |
| Sahara Force India F1 Team    | 15  | Adrian Sutil        | Force India VJM06 | Mercedes-Benz 2.4 V8 | P      |
| Williams F1 Team              | 16  | Pastor Maldonado    | Williams FW35     | Renault 2.4 V8       | P      |
| Williams F1 Team              | 17  | Valtteri Bottas     | Williams FW35     | Renault 2.4 V8       | P      |
| Scuderia Toro Rosso           | 18  | Jean-Éric Vergne    | Toro Rosso STR8   | Ferrari 2.4 V8       | P      |
| Scuderia Toro Rosso           | 19  | Daniel Ricciardo    | Toro Rosso STR8   | Ferrari 2.4 V8       | P      |
| Caterham F1 Team              | 20  | Charles Pic         | Caterham CT03     | Renault 2.4 V8       | P      |
| Caterham F1 Team              | 21  | Giedo van der Garde | Caterham CT03     | Renault 2.4 V8       | P      |
| Marussia F1 Team              | 22  | Rodolfo González    | Marussia MR02     | Cosworth 2.4 V8      | P      |
| Marussia F1 Team              | 22  | Jules Bianchi       | Marussia MR02     | Cosworth 2.4 V8      | P      |
| Marussia F1 Team              | 23  | Max Chilton         | Marussia MR02     | Cosworth 2.4 V8      | P      |

Anmerkungen
1. 1 2  Calado fuhr den Force India mit der Nummer 14 im ersten freien Training. Di Resta übernahm das Fahrzeug anschließend für das restliche Rennwochenende.
2. 1 2  González fuhr den Marussia mit der Nummer 22 im ersten freien Training. Bianchi übernahm das Fahrzeug anschließend für das restliche Rennwochenende.

## Klassifikationen

### Qualifying
| Pos.                                                                      | Fahrer              | Konstrukteur         | Q1       | Q2       | Q3       | Start |
| ------------------------------------------------------------------------- | ------------------- | -------------------- | -------- | -------- | -------- | ----- |
| 01                                                                        | Sebastian Vettel    | Red Bull-Renault     | 1:38,683 | 1:37,569 | 1:37,202 | 01    |
| 02                                                                        | Lewis Hamilton      | Mercedes             | 1:38,574 | 1:37,824 | 1:37,420 | 02    |
| 03                                                                        | Mark Webber         | Red Bull-Renault     | 1:39,138 | 1:37,840 | 1:37,464 | 13    |
| 04                                                                        | Romain Grosjean     | Lotus-Renault        | 1:39,065 | 1:38,076 | 1:37,531 | 03    |
| 05                                                                        | Nico Rosberg        | Mercedes             | 1:38,418 | 1:38,031 | 1:37,679 | 04    |
| 06                                                                        | Fernando Alonso     | Ferrari              | 1:38,520 | 1:37,978 | 1:38,038 | 05    |
| 07                                                                        | Felipe Massa        | Ferrari              | 1:38,884 | 1:38,295 | 1:38,223 | 06    |
| 08                                                                        | Nico Hülkenberg     | Sauber-Ferrari       | 1:38,427 | 1:37,913 | 1:38,237 | 07    |
| 09                                                                        | Esteban Gutiérrez   | Sauber-Ferrari       | 1:38,725 | 1:38,327 | 1:38,405 | 08    |
| 10                                                                        | Kimi Räikkönen      | Lotus-Renault        | 1:38,341 | 1:38,181 | 1:38,822 | 09    |
| 11                                                                        | Sergio Pérez        | McLaren-Mercedes     | 1:39,049 | 1:38,362 | –        | 10    |
| 12                                                                        | Jenson Button       | McLaren-Mercedes     | 1:38,882 | 1:38,365 | –        | 11    |
| 13                                                                        | Daniel Ricciardo    | Toro Rosso-Ferrari   | 1:38,525 | 1:38,417 | –        | 12    |
| 14                                                                        | Adrian Sutil        | Force India-Mercedes | 1:38,988 | 1:38,431 | –        | 14    |
| 15                                                                        | Paul di Resta       | Force India-Mercedes | 1:39,185 | 1:38,718 | –        | 15    |
| 16                                                                        | Jean-Éric Vergne    | Toro Rosso-Ferrari   | 1:39,075 | 1:38,781 | –        | 16    |
| 17                                                                        | Valtteri Bottas     | Williams-Renault     | 1:39,470 | –        | –        | 17    |
| 18                                                                        | Pastor Maldonado    | Williams-Renault     | 1:39,987 | –        | –        | 18    |
| 19                                                                        | Charles Pic         | Caterham-Renault     | 1:40,864 | –        | –        | 19    |
| 20                                                                        | Giedo van der Garde | Caterham-Renault     | 1:40,871 | –        | –        | 20    |
| 21                                                                        | Jules Bianchi       | Marussia-Cosworth    | 1:41,169 | –        | –        | 22    |
| 22                                                                        | Max Chilton         | Marussia-Cosworth    | 1:41,322 | –        | –        | 21    |
| 107-Prozent-Zeit: 1:45,224 min (bezogen auf Q1-Bestzeit von 1:38,341 min) |                     |                      |          |          |          |       |

Anmerkungen
1. ↑  Webber wurde wegen drei Verwarnungen aus den vorherigen Rennen um zehn Positionen nach hinten versetzt.
2. ↑  Bianchi wurde wegen des Behinderns von di Resta im ersten Abschnitt des Qualifyings um drei Positionen nach hinten versetzt.

### Rennen
| Pos. | Fahrer              | Konstrukteur         | Runden | Stopps | Zeit        | Start | Schnellste Runde |
| ---- | ------------------- | -------------------- | ------ | ------ | ----------- | ----- | ---------------- |
| 01   | Sebastian Vettel    | Red Bull-Renault     | 55     | 2      | 1:43:13,701 | 01    | 1:41,380 (53.)   |
| 02   | Kimi Räikkönen      | Lotus-Renault        | 55     | 2      | + 4,224     | 09    | 1:41,975 (51.)   |
| 03   | Romain Grosjean     | Lotus-Renault        | 55     | 2      | + 4,927     | 03    | 1:41,936 (46.)   |
| 04   | Nico Hülkenberg     | Sauber-Ferrari       | 55     | 2      | + 24,114    | 07    | 1:42,608 (53.)   |
| 05   | Lewis Hamilton      | Mercedes             | 55     | 2      | + 25,255    | 02    | 1:42,539 (53.)   |
| 06   | Fernando Alonso     | Ferrari              | 55     | 2      | + 26,189    | 05    | 1:42,709 (54.)   |
| 07   | Nico Rosberg        | Mercedes             | 55     | 2      | + 26,698    | 04    | 1:42,471 (54.)   |
| 08   | Jenson Button       | McLaren-Mercedes     | 55     | 2      | + 32,262    | 11    | 1:43,073 (45.)   |
| 09   | Felipe Massa        | Ferrari              | 55     | 2      | + 34,390    | 06    | 1:42,954 (47.)   |
| 10   | Sergio Pérez        | McLaren-Mercedes     | 55     | 2      | + 35,155    | 10    | 1:42,973 (47.)   |
| 11   | Esteban Gutiérrez   | Sauber-Ferrari       | 55     | 2      | + 35,990    | 08    | 1:42,744 (55.)   |
| 12   | Valtteri Bottas     | Williams-Renault     | 55     | 2      | + 47,049    | 17    | 1:43,869 (44.)   |
| 13   | Pastor Maldonado    | Williams-Renault     | 55     | 2      | + 50,013    | 18    | 1:44,136 (43.)   |
| 14   | Charles Pic         | Caterham-Renault     | 55     | 2      | + 1:03,578  | 19    | 1:44,477 (54.)   |
| 15   | Giedo van der Garde | Caterham-Renault     | 55     | 3      | + 1:04,501  | 20    | 1:44,375 (55.)   |
| 16   | Jules Bianchi       | Marussia-Cosworth    | 55     | 2      | + 1:07,970  | 22    | 1:44,991 (54.)   |
| 17   | Max Chilton         | Marussia-Cosworth    | 55     | 2      | + 1:12,898  | 21    | 1:45,408 (48.)   |
| 18   | Jean-Éric Vergne    | Toro Rosso-Ferrari   | 53     | 3      | DNF         | 16    | 1:44,090 (52.)   |
| 19   | Daniel Ricciardo    | Toro Rosso-Ferrari   | 52     | 2      | DNF         | 12    | 1:42,947 (52.)   |
| 20   | Adrian Sutil        | Force India-Mercedes | 50     | 4      | DNF         | 14    | 1:44,095 (43.)   |
| –    | Mark Webber         | Red Bull-Renault     | 36     | 3      | DNF         | 13    | 1:43,863 (27.)   |
| –    | Paul di Resta       | Force India-Mercedes | 24     | 2      | DNF         | 15    | 1:46,411 (10.)   |

## WM-Stände nach dem Rennen
Die ersten zehn des Rennens bekamen 25, 18, 15, 12, 10, 8, 6, 4, 2 bzw. 1 Punkt(e).

### Fahrerwertung
| Pos. | Fahrer           | Konstrukteur         | Punkte |
| ---- | ---------------- | -------------------- | ------ |
| 01   | Sebastian Vettel | Red Bull-Renault     | 272    |
| 02   | Fernando Alonso  | Ferrari              | 195    |
| 03   | Kimi Räikkönen   | Lotus-Renault        | 167    |
| 04   | Lewis Hamilton   | Mercedes             | 161    |
| 05   | Mark Webber      | Red Bull-Renault     | 130    |
| 06   | Nico Rosberg     | Mercedes             | 122    |
| 07   | Felipe Massa     | Ferrari              | 89     |
| 08   | Romain Grosjean  | Lotus-Renault        | 72     |
| 09   | Jenson Button    | McLaren-Mercedes     | 58     |
| 10   | Paul di Resta    | Force India-Mercedes | 36     |
| 11   | Nico Hülkenberg  | Sauber-Ferrari       | 31     |

| Pos. | Fahrer              | Konstrukteur         | Punkte |
| ---- | ------------------- | -------------------- | ------ |
| 12   | Adrian Sutil        | Force India-Mercedes | 26     |
| 13   | Sergio Pérez        | McLaren-Mercedes     | 23     |
| 14   | Daniel Ricciardo    | Toro Rosso-Ferrari   | 18     |
| 15   | Jean-Éric Vergne    | Toro Rosso-Ferrari   | 13     |
| 16   | Pastor Maldonado    | Williams-Renault     | 1      |
| 17   | Esteban Gutiérrez   | Sauber-Ferrari       | 0      |
| 18   | Valtteri Bottas     | Williams-Renault     | 0      |
| 19   | Jules Bianchi       | Marussia-Cosworth    | 0      |
| 20   | Charles Pic         | Caterham-Renault     | 0      |
| 21   | Giedo van der Garde | Caterham-Renault     | 0      |
| 22   | Max Chilton         | Marussia-Cosworth    | 0      |

### Konstrukteurswertung
| Pos. | Konstrukteur         | Punkte |
| ---- | -------------------- | ------ |
| 01   | Red Bull-Renault     | 402    |
| 02   | Ferrari              | 284    |
| 03   | Mercedes             | 283    |
| 04   | Lotus-Renault        | 239    |
| 05   | McLaren-Mercedes     | 81     |
| 06   | Force India-Mercedes | 62     |

| Pos. | Konstrukteur       | Punkte |
| ---- | ------------------ | ------ |
| 07   | Sauber-Ferrari     | 31     |
| 08   | Toro Rosso-Ferrari | 31     |
| 09   | Williams-Renault   | 1      |
| 10   | Marussia-Cosworth  | 0      |
| 11   | Caterham-Renault   | 0      |